# Bistum Fenoarivo Atsinanana
Das Bistum Fenoarivo Atsinanana (lat.: Dioecesis Fenoarivensis-Atsinananensis) ist eine in Madagaskar gelegene römisch-katholische Diözese mit Sitz in Fenoarivo Atsinanana.

## Geschichte
Das Bistum Fenoarivo Atsinanana wurde am 30. Oktober 2000 durch Papst Johannes Paul II. aus Gebietsabtretungen des Erzbistums Antsiranana errichtet und diesem als Suffraganbistum unterstellt. Am 26. Februar 2010 wurde das Bistum Fenoarivo Atsinanana dem Erzbistum Toamasina als Suffraganbistum unterstellt.

## Bischöfe von Fenoarivo Atsinanana
- Désiré Tsarahazana, 2000–2008, dann Bischof von Toamasina
- Marcellin Randriamamonjy, 2009–2024, dann Bischof von Farafangana
- Marek Ochlak OMI, seit 2025